# Principio di proazione
Il principio di proazione è un principio etico formulato come parte della filosofia estropica; il principio di proazione è stato formulato dal filosofo estropico Max More in questo modo:
Il principio di proazione è stato formulato come punto di vista opposto al principio di precauzione, che è basato sul concetto secondo cui le conseguenze delle azioni in sistemi complessi sono spesso imprevedibili ed irreversibili. Il principio di proazione è basato sull'osservazione che, storicamente, le innovazioni tecnologiche più utili e importanti non erano né ovvie né ben comprese al momento della loro invenzione.
Il dottor More raccomanda 10 principi nel suo articolo Proactionary principle:
1. Libertà di innovare
2. Obiettività
3. Comprehensiveness
4. Apertura/Trasparenza
5. Semplicità
6. Verifica
7. Trattamento simmetrico
8. Proporzionalità
9. Prioritizzazione
10. Rinnovare e Rinfrescare

In teoria, un'analisi sufficiente delle variabili di ogni corso d'azione proposto può produrre livelli accettabili di prevedibilità. Al riguardo, il principio di proazione può essere visto come la formulazione filosofica dei principio matematico di estrapolazione e del principio logico di induzione.
Comunque, un'"analisi sufficiente" può, in alcuni casi, essere non praticabile. Per esempio, nel rilasciare una nuova forma di vita nella biosfera — che sia una pianta, un animale o un batterio modificato geneticamente - si dovrebbe simulare la biosfera per ottenere un "accettabile livello di prevedibilità". Mentre l'innovatore che ha creato la nuova forma di vita potrebbe far notare che tale simulazione sarebbe gravosa, le altre forme di vita della biosfera potrebbero soffrire un danno irreparabile nel caso di un rilascio non testato. Il primo principio di More, libertà di innovare, piazzerebbe il peso della prova su quelli che propongono delle misure restrittive.
Il costo di opportunità di imporre una misura restrittiva deve essere bilanciato contro il costo potenziale del danno dovuto alla nuova tecnologia, piuttosto che considerare solo il danno potenziale.